# Krassovánok

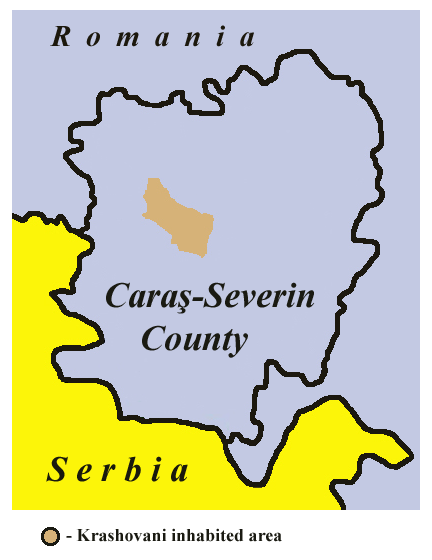
A krassovánok elhelyezkedése

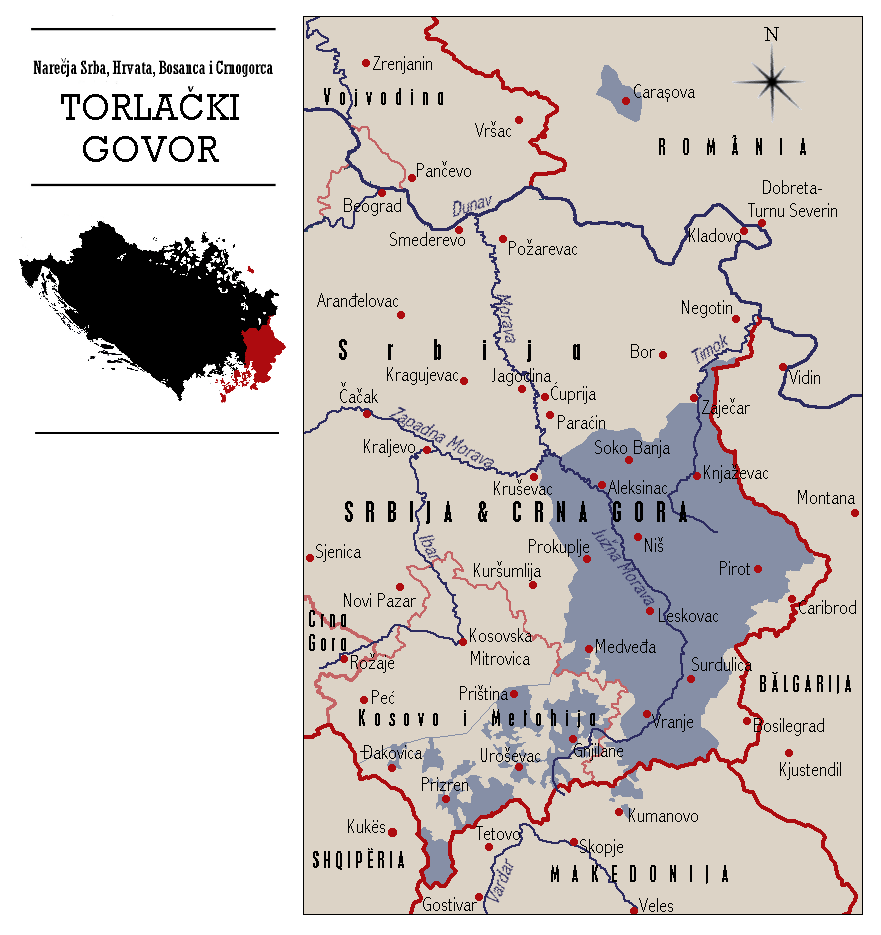
A torlák dialektus beszélőinek földrajzi elhelyezkedése (északon a krassovánok)

A krassovánok római katolikus délszláv népcsoport a Bánát délkeleti részén.

## Nevük
Önmegnevezésük karaševci (egyes számban karáševak), de használják a románból átvett krašovan szót is. A környékbeli románok crașoveni néven említik őket és csupán a karasovaiakat nevezik carașoveni-nek. Emil Petrovici nyomán (aki kizárólag Karasován gyűjtött) a művelt nyelvben mégis az utóbbi terjedt el a csoport megnevezéseként. A cârșoveni archaikus változat, a cotcoreți gúnynév. Németül Kraschowaner a nevük, Horvátországban 1990 óta  karaševski hrvati néven hivatkoznak rájuk.

## Lakóhelyük
Resicabányától délnyugatra, a Szörényi-érchegységben, a Karas vízgyűjtő medencéjében fekvő, hét faluból álló falucsoportban élnek. A hét falu Karasova (Karaševo), Jabalcsa (Jabalče), Klokotics (Klokotič), Lupák (Lupak), Nermed (Nérmiđ), Rafnik (Ravnik)  és Vodnik. Mind a hét túlnyomóan krassován lakosságú. Az elmúlt századokban esetleg más, környező településen is élhettek, a legvalószínűbben Gerlistyén. 1803-ban krassovánok költöztek a ma Szerbiához tartozó Károlyfalva sváb faluba, ahol utódaik száz év alatt beolvadtak. 1828-ban egy krassován csoport a bánáti hegyvidék peremén fekvő Königsgnade faluba települt, ahol még 2002-ben is összeszámoltak 59 krassovánt. Az 1950-es évektől sokan a közeli Resicabányára költöztek. Itt 2002-ben 525-en voltak és önálló, krassován nyelvű plébániát alkottak.

## Létszámuk
1900-ban még 7692-en voltak. Számukat a 20. század első felében a lassú elvándorlás és a születésszabályozás apasztotta.
A 2002-es népszámláláskor 6300-6500 krassován élt. A többségük horvát, töredékük szerb, 207 fő pedig krassován nemzetiségűnek vallotta magát.

## Nyelvjárásuk
A krassovánok, különösen a férfiak már 1900 körül is krassován–román kétnyelvűek voltak. A jabalcsai római katolikusok román anyanyelvűek, de nem románnak, hanem román anyanyelvű krassovánnak vallják magukat.

## Eredetük
Több versengő elmélet létezik arra nézve, honnan települtek a krassovánok ősei mai lakóhelyükre. Ezeket a külső és belső szereplők – a jugoszláv utódállamok és a krassován értelmiség – mai is felhasználják a krassovánokért folyó szimbolikus harcokban és az identitásformálásban. Ezek közül a fontosabbakat ismertetjük.

### Bolgár eredet
A bolgár eredet tézisét ma már legfeljebb nagyon kevesen tartják megfontolásra érdemesnek, de történeti jelentősége igen nagy. 1903-ig szinte valamennyi tudományos munka római katolikus bolgárokként hivatkozott a krassovánokra. A mítosz forrása a karasovai plébánia kéziratos története, amelyet egy helyi ferences írt 1718 után. Eszerint a krassovánok ősei katolikus hitre térített bogumilok (paulikánusok) voltak, akik Vidin környékéről, a török hódítás elől menekülve 1393-ban települtek le a Bánátban. A gondolat kialakulásában szerepet játszhatott, hogy akkoriban a legközelebbi katolikus délszláv csoportot az Olténiában élő paulikánus bolgárok alkották, akiket szintén a bosnyák ferencesek gondoztak. A 19. század második felében sok bánáti bolgár pap és tanító tevékenykedett a krassovánok között. A korabeli beszámolók szerint azonban ők maguk sohasem bolgárokként, hanem mindig krassovánokként határozták meg magukat.

### Szerbiai eredet
A 19. századi magyar írók közül többen is szerbekként hivatkoztak rájuk. Ezen minősítés alapja azonban inkább találgatás volt, hiszen sohasem alapozta meg kutatás vagy első kézből származó információ. Elsőként Eusebius Fermendžin ferences tartományfőnöknek a zágrábi Acta Bosnae-ben, 1892-ben elejtett megjegyzése ültethetett el komoly kételyt a krassovánok bolgár eredetével kapcsolatban. A valódi fordulatot a bolgár Ljubomir Miletics 1903-ban, az Archiv für slavische Philologie-ben publikált tanulmánya okozta. Miletics 1898-ban járt Karasován és megállapította, hogy a krassovánok nyelvjárása semmi esetre sem bolgár, hanem leginkább a szerbiai Resava folyó mellékén beszélthez hasonlít. Ezt a tételt Emil Petrovici későbbi vizsgálata is igazolta, hozzátéve, hogy a 15. század előtt nem válhattak le a délszláv tömbről. Pavle Ivić 1958-ban megjelent szerb-horvát nyelvjárástani rendszerezésében a krassovánok származási helyét a Timok folyó alsó völgyében jelölte meg. (Ezzel valószínűleg Jovan Cvijić korábbi, egyébként nehezen bizonyítható elképzeléséhez igazodott. A kérdéses területen az időközbeni vándorlások eredményeként ma már egy más nyelvjárást beszélnek.) A nyelvtudomány részéről a 20. században nem érte kihívás Miletics megállapításának velejét, hogy a krassován nyelvjárás a leginkább egyes szerbiai nyelvjárásokhoz hasonlít.

### Boszniai horvát eredet
A krassován iskolákban a 18–19. században használt tankönyvek és a vallásos kiadványok a ferencesek által használt „horvát-illír” nyelven íródtak. Ez önmagában is kialakította a krassovánokban a horvátsághoz való kötődést. Ennél fontosabb azonban, hogy horvátok és szerbek között a vallás vált az elválasztó tényezővé, és a krassovánokat római katolikus vallásuk miatt egyre többször tartották horvátnak. Iskoláik 1933 és 1947 között horvátországi tanítókat és Jugoszláviában kiadott, horvát nyelvű tankönyveket alkalmaztak. Czirbusz Géza szerint a lupákiak és klokoticsiak már a századforduló idején úgy tudták, hogy őseik Boszniából érkeztek. A hiedelem alapja talán az, hogy a krassovánok között működött ferencesek a boszniai ferences rendtartományhoz tartoztak – az „őshazaként” emlegetett Bosnia Argentina ('ezüst Bosznia') a rendtartomány latin neve is. A boszniai horvát eredet verzióját a krassován értelmiség 1989 után tudatosan elevenítette föl, és az „anyaországi” értelmiség reakciója megerősítette. Ez a narratíva a krassován folklór állítólagos horvát kötődéseire összpontosít, de átvesz elemeket a feljebb említett karasovai „historia domus”-ból is. Az elmélet erőssége, hogy magyarázatot ad a krassovánok katolikus vallására, mivel a hozzájuk nyelvjárásilag közelebb álló szerb vidékeken ma is és korábban is ortodox vallású népesség élt.

### Korai délszláv eredet
Ivan Popović szerbhorvát nyelvtörténete olyan, a keleti szláv nyelvekhez kötődő elemeket mutat ki a krassován nyelvjárásban, amelyek egyetlen más délszláv nyelvjárásban sincsenek jelen. Ez alapján arra gondol, hogy a krassovánok nem délről érkezett ősök leszármazottai, hanem a 7. századi nagy délszláv vándorlás reliktumnépessége a Bánátban. Ez az elképzelés tehát folyamatosságot teremt a 10. században valószínűleg még itt élt szlávok és a későbbről ismert krassovánok között.

### Vegyes
A 19. századi írók néha „keverék”-nek minősítették a krassovánokat, ez azonban csak azt jelzi, hogy nem tudták őket besorolni valamelyik nemzetiségbe. Ide tartozik Czirbusz Géza is, akinek a krassovánokról írott könyve Cs. Sebestyén Károly szerint annyi valótlanságot tartalmaz, hogy valószínűleg sohasem járt a krassován falvakban. Ő egyes falvak népét inkább bolgár, másokét inkább boszniai eredetűnek tartja, a krassovánokat általában viszont „román–bolgár keverék”-nek. (A krassovánok tárgyi kultúrája nem tért el alapvetően a környező románokétól, sokan viselnek közülük román eredetű családnevet és a 18. században gyakoriak voltak a vegyes házasságok is. Lehetséges, hogy a 17. században a missziók által katolizált románok egy része Karasovára költözött, és az sem világos, hogy a jabalcsai krassovánok ősei valaha krassovánul beszéltek-e.) A történelem folyamán természetesen különböző nyelvű és etnikumú személyek telepedtek le a krassován falvakban. 1740-ben 25 római katolikus albán család érkezett Shkodra vidékéről, a kelmendi törzsből, 1789 után menekült szerbek és német mesteremberek is. Újabban Mile Tomić vetette fel, hogy a nyelvészek elsősorban a karasovai nyelvjárást tanulmányozták, pedig az egyes falvak nyelvjárása igen eltérő és ezért az ott élők eredete is eltérő lehet. A többes eredet tételének, úgy tűnik, gyakorlati haszna is van: nyitva hagyja a kapcsolat lehetőségét az érdekelt délszláv államok mindegyikével.

## Történetük
Krassóváralján (Karasova) már 1333-ban volt katolikus plébánia, de a településen élő szláv nyelvű katolikusokról először 1619-ben Marin Dobrojević šibeniki jezsuita, majd 1626–31-ben a Marco Bandini vezette ferences misszió tudósított. A félreeső helyen fekvő Karasova a Bánát török hódoltsága végén óriásfalu, a tartomány második legnépesebb települése volt. A helyi hagyomány úgy tudja – és a kutatók nagy része is úgy véli –, hogy a többi krassován település szállásokból jött létre, Karasováról való kirajzással, a 18. században. Ennek nem mond ellent, hogy a hat falu közül négyet a 16. században már említettek – lehetséges, hogy a hódoltság idején lakóik bemenekültek a központi Karasovára, majd a nyugodtabb körülmények között ismét benépesültek.
A krassován falvakat 1810-ben illesztették be a Határőrvidék szerkezetébe. Határuk nagyobb része 1855-ben a StEG tulajdonába került. 1873-tól Magyarország részét alkották, mégpedig előbb Krassó, majd Krassó-Szörény vármegye részeként. A hegyvidék román falvaihoz hasonlóan elsősorban állattartással foglalkoztak, a falvakhoz magasabban fekvő, a család idősebb tagjai által huzamosabban, a középnemzedék által csak a nyári munkák idején lakott „szállások” tartoztak. Emellett jelentős volt gyümölcstermesztésük. A szomszédos városokban pincéket béreltek, ott tárolták és onnan vitték piacra a megtermett gyümölcsöt. 1920 óta Romániához tartoznak. Az 1950-es évektől 1990-ig a férfiak többsége a városok, elsősorban Resica gyáraiban dolgozott.

## Hagyományos népi kultúrájuk

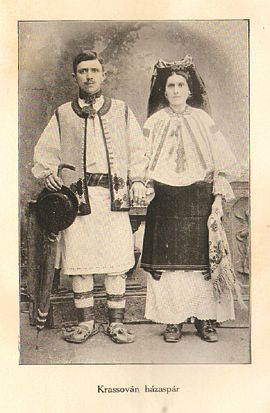
Krassován házaspár 1910 körül

A krassovánok tárgyi kultúrája a 20. század elején nem tért el különösebben a környezetükben élő románokétól. Az udvart az utcától magas kőfal választotta el, a nagy, fedeles kaput zsindellyel vagy cseréppel fedték. A házat magas, faragatlan termés- vagy patakkőből készült alapra építették, amely a talaj szintkülönbségeinek kiegyenlítésére is szolgált. A falak építőanyagául lombos fát használtak, és mivel ebből rövidebb boronákat lehet készíteni, ezeket sasolták. A közöket mohával tömték ki, a falat sárral bekenték és lemeszelték. A ház általában kétosztatú volt: két ablakú lakószobából és ablaktalan konyhából állt. A füstöt csonka gúla alakú, zsindelyezett kémény vezette el. Gyümölcsöseiket patakkő, fa vagy sövénykerítéssel vették körül.
A férfi viselet nagyjából azonos volt a románságéval: fekete nemezkalap, széles, felhajtott karimával (az ünneplő változaton fekete szalag, fémcsattal), térdig érő szőttes ing, hosszú és bő ujjakkal, a galléron és a kézelőn apró, geometrikus mintájú, főként fekete hímzéssel és porcelángombokkal (nem tűrték be és nyáron az ujját felgyűrték), három-négy ujjnyi széles, piros és egy más színű gyapjúfonálból összekevert öv, munkába vagy útra 15 cm széles, bőrrátétekkel és sárgaréz szegekkel díszített bőrtüsző, fehér posztóból helyi parasztszabók által varrt gallértalan mellény, porcelán gombsorral. A románoktól eltérően saját készítésű bocskorukat nem csavarták fel teljes hosszúságában a lábszárukra, hanem a vége lifegett.
A nők viselete több jellegzetes elemében is eltért a környező románokétól. Három darabból összevarrt inget hordtak, az ingujj vállrészén három tagból álló, vízszintesen keresztben fekvő szalagdíszítéssel és ehhez alulról kapcsolódó három-négy, négyzet alakú, színes vászonszőttes dísszel. Vastag, téglalap alakú, fekete háziszőttes kötényszoknyájuk volt, két szélén színes csíkokkal. Hajukat két fonatba fonták, a tarkójukon egy nagyobba és a fejtetőjükön egy kisebbe. Színes kendőt hordtak, amely kétoldalt szarvszerűen kidudorodott. A kendőt korábban összefonták a hajukkal és éjjelre sem vették le. A lányok a vidék román lányaitól eltérően nem használtak arcfestéket. A nők minden terhet, még a bölcsőt is a fejükön szállították.

## Iskoláik
A krassován falvakban már az 1720-as években iskolákat állítottak fel. Az oktatás nyelve az első kétszáz évben a ferencesek által használt „illír” nyelv volt, illetve a saját nyelvjárásukban is megjelentek tankönyvek. 1900-ban 73%-uk tudott írni-olvasni, ami az akkori járási átlag két-háromszorosának felelt meg. A karasovai iskolát 1901-ben a magyar állam vette át és bevezette a magyar tannyelvet. Ez 1920-ban román nyelvű lett, a felekezeti iskolák azonban megmaradtak krassován–horvát tannyelvűnek. Az 1933-ban megkötött román–jugoszláv államközi szerződés értelmében 1947-ig jugoszláviai, főként horvát tanítók tanítottak a krassován falvakban. Az 1950-es évek végén az iskolák horvátról román tannyelvre tértek át, és a horvát csak tantárgyként maradt meg. A hatalom nem engedte a jugoszláviai tankönyvek behozatalát. 1990 óta több helyütt megpróbálkoztak a visszatéréssel a horvát tannyelvre, és a szülők ingadozó hangulata alapján indítottak újra vagy szüntettek meg horvát osztályokat. A krassován kisdiákok az iskolában kezdenek el megtanulni románul, így az első osztályban a tanító még krassovánul magyaráz. Az 1995/96-os tanévben Karasován horvát–román kétnyelvű gimnázium kezdte meg működését, de főként az első időkben, amikor még horvát nyelvből képesített tanár sem tanított benne, tisztázatlan volt, mitől is kétnyelvű az iskola. A rafniki szülők, miután 2010 őszétől a faluban megszüntették a felső tagozatot, engedetlenségi mozgalmat indítottak és otthon tartották gyermekeiket. A megszüntetett tagozat ugyanis nagyrészt horvát nyelvű volt, míg a lupáki, ahová ezután ingázniuk kellett volna, román.

## Vallási életük
A krassovánokat 1785-ig ferencesek, azután világi papok gondozták. Papjaik között a 19. században még többségben voltak a bánáti bolgárok, szlovákok és magyarok, manapság a legtöbben krassovánok, akik azonban, mivel általában Gyulafehérváron végzik a teológiát, többé-kevésbé magyarul is beszélnek. A liturgia nyelve a horvát, de az elmúlt századokban saját, krassován nyelvű vallásos népénekkincsük alakult ki. 1990 óta horvátul zajlik az iskolai hittanoktatás is. Csiklován július 2-án krassován búcsút tartanak, amellett látogatják a máriaradnai kegyhelyet és a Szemenik-hegységben fekvő Baia Vulturilor tavat. 2000 óta Rafnikon klarissza kolostor működik, horvátországi nővérekkel. Érdekesség, hogy a 20. század első felében a katolikus ünnepeken és böjtökön kívül még az ortodoxokat is megtartották.

## Szervezeteik, kapcsolataik Horvátországgal
A krassován iskolákban 1933 és 1947 között horvátországi, főként zágrábi tanítók oktattak. Ezután minden kapcsolat megszűnt a krassovánok és az ellenséges jugoszláv állam közt. Falvaikból legfeljebb a belgrádi rádiót lehetett fogni és délszláv nyelvű olvasmányként is csupán a Temesváron megjelent, cirill betűs sajtó jutott el hozzájuk. Ennek ellenére a román állam félhivatalosan (a katonakönyvekben) horvátokként tartotta nyilván a krassovánokat. Hosszú idő után 1973-ban került sor az első kapcsolatfelvételre horvátországiakkal, amikor a klokoticsi folklórcsoport vezetőjét felkeresték a Zágráb melletti Buševecből. A két település között testvérkapcsolat alakult ki, és a klokoticsiak minden második évben felléptek különböző horvátországi fesztiválokon. A krassovánok, a temesrékasi sokácok és a horvátkécsai horvátok képviselői 1992-ben kivonultak a közös délszláv érdekvédelmi szervezetből és létrehozták a Romániai Horvátok Szövetségét (Zajedništvo Hrvata u Rumunjskoj). Az 1991-es horvát állampolgársági törvény lehetővé tette, hogy a Romániában élő krassovánok, ha magukat horvátnak vallják, kettős állampolgársághoz jussanak. Ez az állami vállalatok összeomlása idején komoly gyakorlati segítséget is jelentett. Bár az ügyintézés nem volt olcsó, 1993 és 1999 között majd kétezren váltották ki az okmányokat. A horvát állampolgárság birtokában számos nyugat-európai országban is dolgozhattak volna, a legtöbben mégis Horvátországban vállaltak, főként képzettséget nem igénylő munkát. Rajtuk kívül 1990-től krassován diákok kezdtek zágrábi egyetemi karokon tanulni, a horvát állam költségén. 1994-ben megindult a havi tizenkét oldalon megjelenő (és most már az interneten is elérhető) Hrvatska Grančica ('horvát ágacska') című lap. Horvátország konzulátust nyitott Klokoticson, és a 2000-es horvát választások alkalmával már lakóhelyükön, kihelyezett szavazóhelységekben szavazhattak a kettős állampolgársággal bíró krassovánok. Ugyanazon évben jutott be az első horvát (krassován) képviselő a román parlamentbe, Milja Radan. Karasova Rešetari, Lupák Resnik horvátországi faluval ápol testvértelepülési kapcsolatot.